# Ludwig Dittweiler

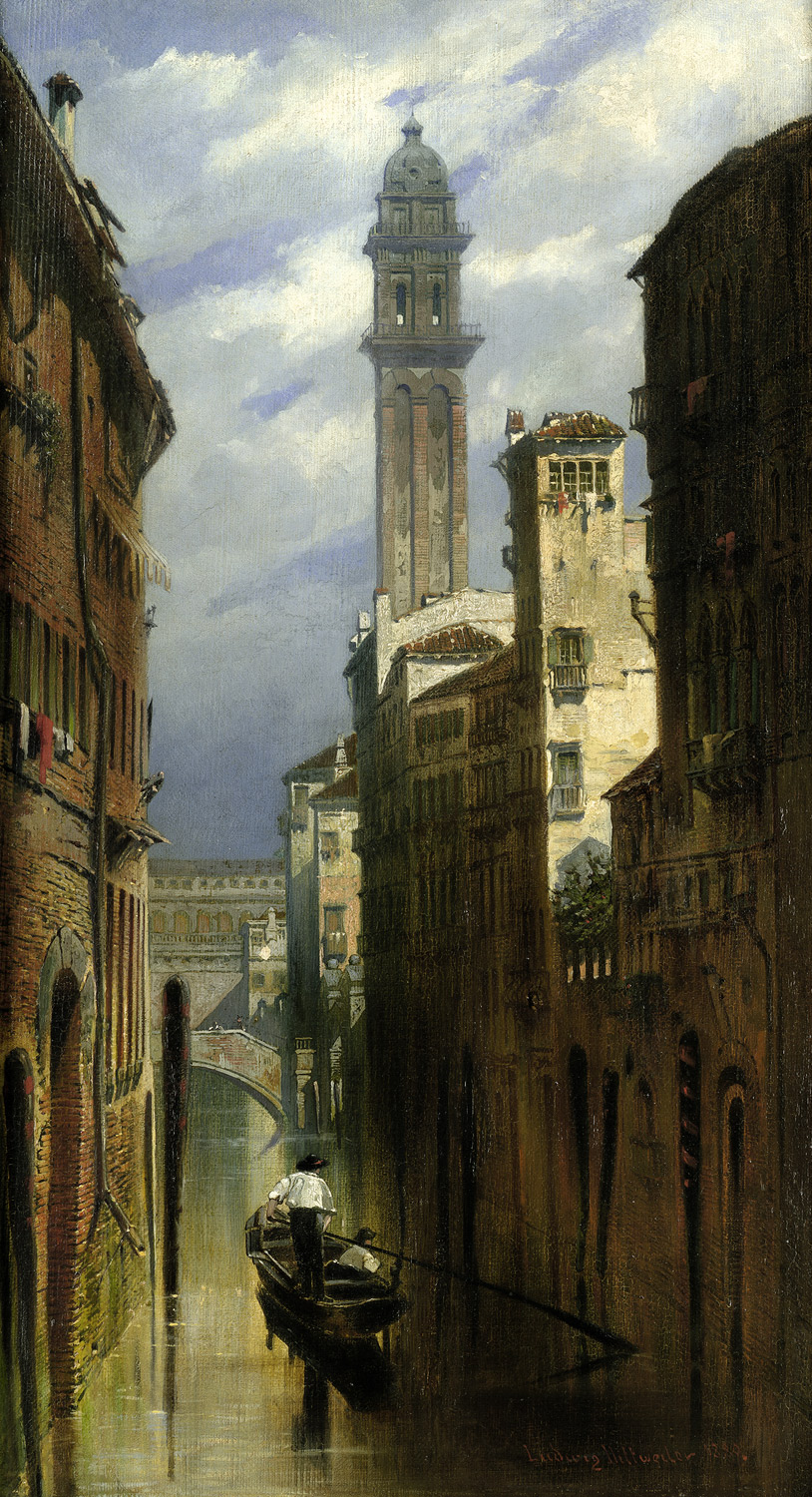
Ludwig Dittweiler: Venedig, Blick über einen Kanal, Privatsammlung

Ludwig Dittweiler (* 19. März 1844 in Karlsruhe; † 24. März 1891 ebenda) war ein deutscher Maler und Bühnenbildner.

## Leben
Ludwig Dittweiler begann seine Ausbildung als Dekorationsmaler am Hoftheater Karlsruhe und setzte sie später bei Josef Mühldorfer am Nationaltheater Mannheim fort. 1857 war er kurzzeitig Schüler bei Johann Wilhelm Schirmer an der Kunstakademie Karlsruhe. Anschließend arbeitete er als Theatermaler am Hoftheater Karlsruhe. Beeinflusst durch den badischen Maler Ferdinand Keller schuf er hier aufwendige Bühnenbilder zu Aufführungen wie Carmen, Der Freischütz, Der Ring des Nibelungen und Tannhäuser. Seine Dekorationen für Dornröschen zeigten eine Ansicht des Innenhofes des Heidelberger Schlosses. Ähnliche architektonische Motive finden sich auch in seinen Gemälden und Aquarellen, die Dittweiler mit Erfolg ab 1870 auf Ausstellungen zeigte. Wiederholt finden sich in seinem Werk Interieurs, die während verschiedener Reisen nach Tirol, Oberitalien, Rom und Venedig entstanden. Die Staatliche Kunsthalle Karlsruhe besitzt von ihm die Werke Aus Kloster Maulbronn und Blick in die Cappella San Isidoro in San Marco zu Venedig.